# Placette permanente

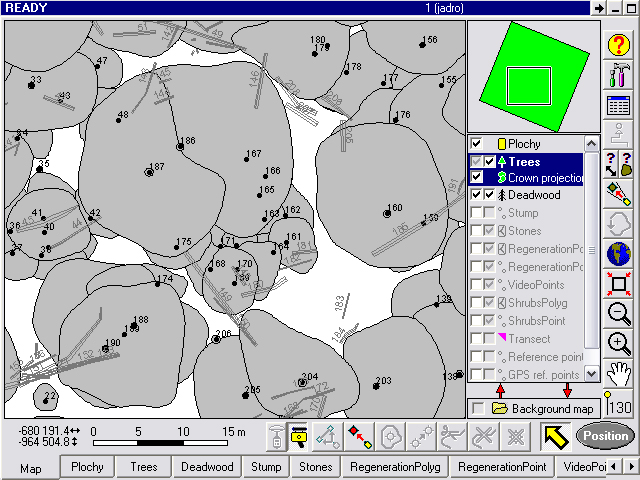
Cartographie des arbres et du bois mort sur un placette permanente, effectué par la technologie Field-Map

En phytosociologie, une placette permanente est une surface délimitée et localisée avec précision, dans laquelle des inventaires de végétation (parfois de microfaune) sont effectués plusieurs fois durant une période. La taille diffère de quelques m² (phytosociologie), dizaines des m² (inventaire forestier, REDD - Reducing Emissions from Deforestation and Forest Degradation) jusqu'au 1 ha (recherche, par exemple les placettes CTFS). 
Placettes temporaires - sont plus rapides à mettre en œuvre qu'un inventaire par placettes permanentes, mais elles ne permettent pas de suivre de façon continue le peuplement (accroissement, passage à la futaie...).
Réseau de placettes permanentes - il s'agit d'un réseau de placettes représentatives de la variabilité de la forêt ou les données sont collectées régulièrement. Un tel réseau permet au gestionnaire ou à l'aménagiste de suivre avec précision l'accroissement et l'évolution du peuplement à long terme, par comparaison des données recueillies à diverses dates. 
Type de placettes:
- circulaires (avec plusieurs segments, choix de diamètre des arbres limité)
- polygonales
- rectangulaires

Taille:
- fixée
- variable

Surface:
- placette à surface définie
- placette à surface non définie, ou placette relascopique

## À voir aussi
- REDD
- Inventaire forestier